# Giving You the Best That I Got
Giving You the Best That I Got è il terzo album della cantante statunitense soul e R&B Anita Baker. Certificato triplo disco di platino dalla RIAA, ha vinto con esso tre Grammy Awards: due come migliore performance vocale femminile per Just Because e per il brano che ha dato il titolo all'album, e uno come migliore canzone R&B sempre per quest'ultimo brano, che è stato anche nella top ten della Billboard Hot 100 e di altre classifiche Billboard.

## Tracce
1. Priceless
2. Lead Me Into Love
3. Giving You the Best That I Got
4. Good Love
5. Rules
6. Good Enough
7. Just Because
8. You Belong To Me